# Guatteria chasmantha
Guatteria chasmantha är en kirimojaväxtart som beskrevs av Robert Elias Fries. Guatteria chasmantha ingår i släktet Guatteria och familjen kirimojaväxter. Inga underarter finns listade i Catalogue of Life.